# Klotyldów (Zosinów)
Klotyldów – część wsi Zosinów w Polsce położona w województwie łódzkim, w powiecie kutnowskim, w gminie Bedlno.
W latach 1975–1998 Klotyldów administracyjnie należał do województwa płockiego.